# Зимовий стадіон міста Бржецлав
Зимовий стадіон міста Бржецлав (чеськ. Zimní stadion města Břeclavi) — льодовий палац спорту в місті Бржецлав, Чехія.

## Історія
Будівництво льодовий палац спорту в 1969 році розпочалось. 
1 грудня 1972 року льодовий палац був відкритий для занняття спортом. У 1974 році було введено в експлуатацію готель, роздягальні для спортсменів, а в 1984 році було встановлено дерев'яні сидіння на трибунах. 
У 1995 році була проведена реконструкція освітлення, звукової системи та даху льодового палацу.
Отримавши спонсора, льодовий палац дістав й назву «Alcaplast Arena» у 2006 році. Тодіж була проведена реконструкція льодового обладнання. 
У 2008 році було завершено будівництво тренажерного залу, пральні та інших господарських приміщень під північною трибуною.
Через заміну сидінь, з дерев'яних на пластикові, у 2010 році, зменшилась місткість трибун з 4800 до 4200 (сидячих місць: 4039).
У 2011 льодовий палац змінив свою назву на теперішню.

## Опис палацу
Льодовий палац має дві великі трибуни: південну та північну, кожна з яких розрахована 2000 сидячих місць. Над касами розташований VIP-зал. Також є кав'ярня, ресторан та готель. 

## Змагання
З 2002 року в «Зимовому стадіоні міста Бржецлав» проводиться щорічний юніорський гокейний турнір «Меморіальний кубок Івана Глінки», присвячений відомому чехословацькому гокеїсту Івану Глінці. Турнір організовує федерації хокею Чехії та Словаччини.
У 2012 році в «Зимовому стадіоні міста Бржецлав» відбувся Юніорський чемпіонат світу з хокею із шайбою 2012.